# Li Shiqun

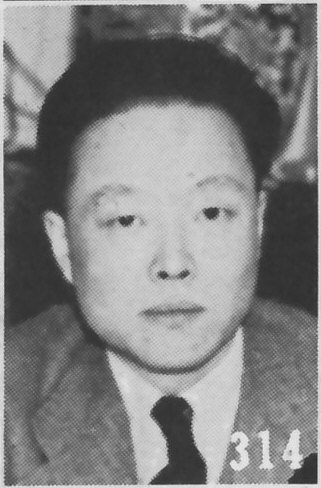
Li Shiqun

Li Shiqun (chinesisch 李士群, Pinyin Lǐ Shìqún, W.-G. Li Shih-ch'ün; * 1905 in Shanghai; † 9. September 1943 in Suzhou) war ein chinesischer Politiker. Er ist als Leiter des Geheimdienstes der von Wang Jingwei geführten Neuorganisierten Regierung der Republik China (特工総部,  Tègōng zǒngbù, Hauptverwaltung des Geheimdienstes, oder nach dem Hauptsitz Jessfield 76 genannt) bekannt.

## Biografie
Li Shiqun hat die Shanghaier Schule der schönen Künste und die Shanghai-Universität absolviert, danach auch die Kommunistische Universität der Werktätigen des Ostens in Moskau. Um die Zeit, als die Guomindang den Nordfeldzug unternahm, trat er in die Kommunistische Partei Chinas ein und betätigte sich an der Umwandlung der Stadt in einen Stützpunkt dieser Partei.
1932 wurde er von den Behörden der Nationalregierung festgenommen, worauf er sich bekehrte. In seiner Tätigkeit als Angehöriger der Untersuchungsabteilung der Zentralorganisation der Guomindang machte Li Shiqun die Gesellschaftliche Zeitung («社会新聞», Shèhuì xīnwén) zum Bollwerk des Geheimdienstes. Zu dieser Zeit waren Ding Mocun (der spätere Leiter der Jessfield 76) und Tang Huimin seine Mitarbeiter.
Im Jahre 1937 brach der Zweite Sino-Japanische Krieg aus. Auf Anweisung der Parteiführer verbarg sich Li Shiqun nach der Einnahme von Nanjing in dieser Stadt. Im Sommer des nächsten Jahres wirkte Li Shiqun mit dem japanischen Konsulat in Hongkong zusammen und arbeitete in Shanghai. Im Mai 1939 wurde er, schon ein Gefolgsmann von Wang Jingwei, zum stellvertretenden Anführer des Tèwu ernannt.
Im August 1939 wurde Li Shiqun während der 6. Generalversammlung der Guomindang in die Zentralorganisation der Partei gewählt. Er bekleidete gleichzeitig die Ämter des stellvertretenden Vorsitzenden zweier Ausschüsse: für Oberleitung der Sonderangelegenheiten und für Säuberung. Es kam dazu, dass Li Shiqun, der einige wichtige Ämter bekleidete und Wang Jingweis treuer Freund war, selbst den Leiter der Tewu überflügelte und starken Einfluss ausübte.
Als 1940 Wang Jingwei förmlich die Nanking-Regierung gründete, wurde Li Shiqun zum Leiter der Tewu, stellvertretenden Polizeiminister und zum Mitglied der Zentralkomitee ernannt. Seit dem nächsten Monat funktionierte er auch als Mitglied des Ausschusses für Militärangelegenheiten. Im Dezember 1940 wurde Li Shiqun auch zum Polizeiminister erhoben.
Seit 1941 stand Li Shiqun auch der Shanghai-Abteilung des Vereins für chinesisch-japanische Kultur vor, war Mitglied der politischen Kommission und der Kommission für Verwaltung gesellschaftlicher Aktivitäten des Exekutiv-Yuans. Im August 1941 wurde das Polizeiministerium in Ministerium für Untersuchung und Statistik umorganisiert, das weiterhin von Li Shiqun geleitet wurde. Im Januar 1943 wurde er zum Gouverneur der Provinz Jiangsu ernannt.
Am 6. September 1943 wurde Li Shiqun zu einem Bankett vom Leiter der Militärabteilung der Shanghaier Geheimpolizei eingeladen, bei dem Li Shiqun vergiftet wurde und zusammenbrach. Am 9. September 1943 verstarb Li Shiqun in Suzhou im Alter von 38 Jahren an den Folgen des Giftanschlags. In der Nachkriegszeit erklärte man in den Materialien aus der Gerichtsverhandlung gegen Zhou Fohai, dass das Büro für Untersuchung und Statistik zusammen mit Zhou Fohai, dem damaligen Finanzminister in der Regierung, Li Shiqun vergiftet haben. Es werden jedoch weitere Theorien für die Umstände seines Mordes aufgestellt.